# Castell de Blanquefort
El castell de Blanquefort és una fortalesa medieval construïda entre els segles XI i XV a la comuna de Blancahòrt, al departament de la Gironda (França), i que actualment es troba en ruïnes.
El castell està situat a 1 km  al sud de Blancahòrt, al departament francès de Gironda. Va ser construït originàriament sobre un illot rocós d'un pantà i va participar en la defensa de Bordeus.

## Història

### Prehistòria i antiguitat
Les excavacions realitzades a l'emplaçament de la fortalesa han revelat presència humana des de l'edat del bronze. S'hi han descobert fragments de ceràmica protohistòrica prop de la Jalle de Blancahort, el riu que flueix a prop i que desemboca a la Garona, aigües avall de Bordeus.
La presència romana també queda testimoniada per nombroses tegulae (rajola romana plana) als fonaments de la fortalesa i pel descobriment de dues monedes d'època romana amb l'efígie de Constantí el Gran.
El recinte del castell és un illot natural rocós format per melassa, l'únic que sorgeix d'una àmplia plana pantanosa on serpenteja el Jalle de Blancaht. : és probable que els galo-romans construïssin en aquest lloc una modesta construcció, una torre de peatge o de guàrdia, per tal de controlar la via romana que unia Bordeus amb Noviomagus al Médoc.

### El castell senyorial XI XI segle

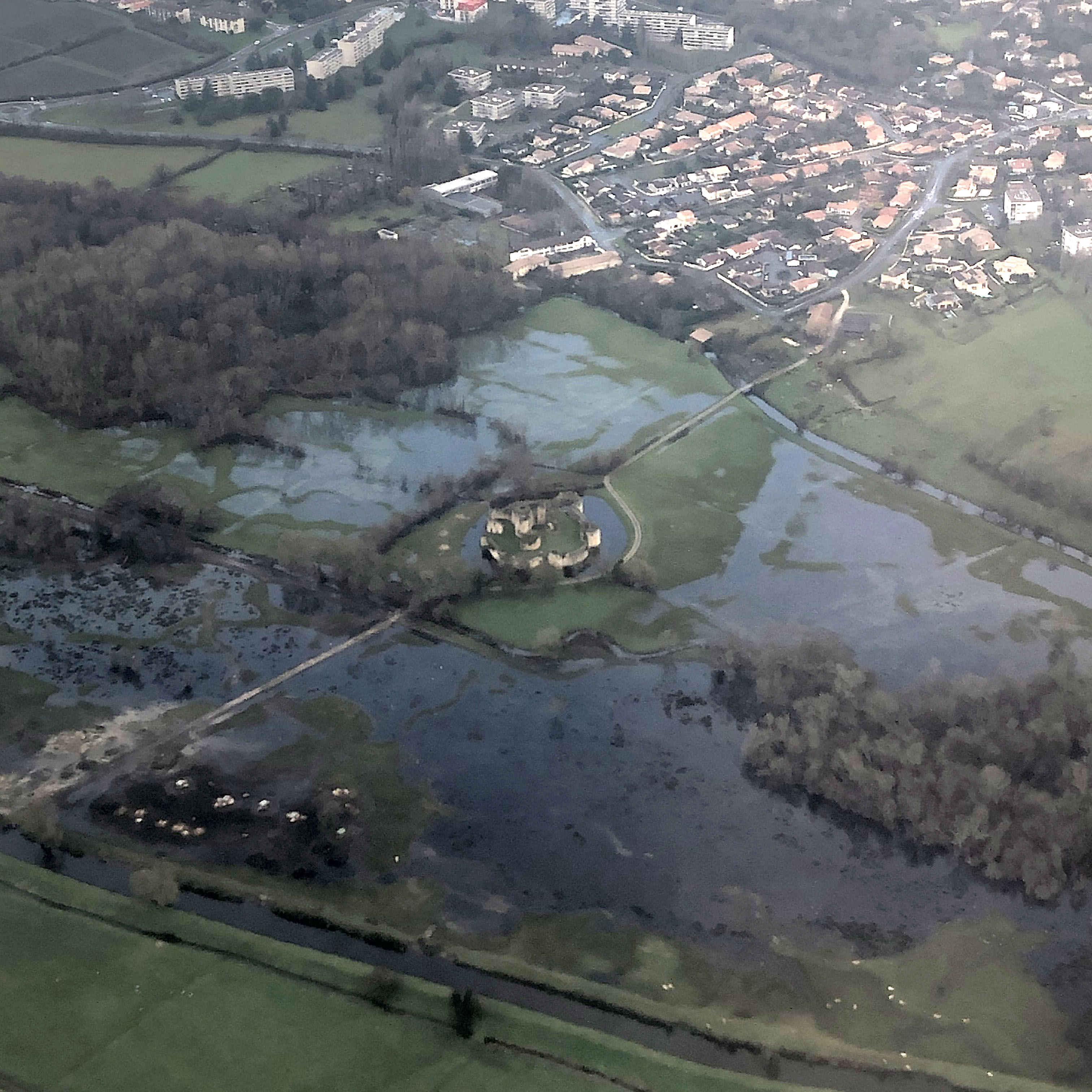
Vista aèria durant la inundació de La Jalle (desembre 2019).

El castell apareix en textos de principis del segle XI, el que el converteix en el castell fortificat de pedra més antic documentat de la Gironda : així, un tal Akelmus Willelm Affurt es diu “ segon senyor de Blanquefort » en una carta de 1028-1032, i la fortalesa és citada al cartulari de l' Abadia de la Sauve-Majeure l'any 1078-1080. De fet, és en aquest segle que es va construir una torre rectangular de pedra, la part més antiga del castell.
El seu nom — i per extensió la del municipi - ve de " Blanqua fortis ", EL" blanc fort », probablement en referència a la pedra calcària blanca de les seves parets enmig dels pantans, en una època en què fins i tot les esglésies encara eren de fusta.
El castell fortificat senyorial controla la carretera del Médoc, al nord de Bordeus, una via de trànsit important a la regió des de l'època romana. Aquest fet permetia al seu titular recaptar i protegir importants impostos de teloni. Es tracta, sobretot, d'una barrera clau per a tot el poder polític de Bordeus, en primera línia davant un possible enemic vingut del nord després d'un desembarcament a l'estuari de la Gironda.
Al segle XIII, la família Blanquefort era una de les més poderoses de Guiena i el seu immens senyoriu s'estenia des de la Garona fins a l'oceà Atlàntic i la conca d'Arcachon.

### Una possessió Plantagenêt
La família es va extingir cap al 1250, per manca de descendència. Enric III i després Eduard  I, reis d'Anglaterra i ducs d'Aquitània, van adquirir el castell i les terres mitjançant dues compres el 1254 i el 1270 a Adélaïde de Blanquefort i al seu marit Bernard de Trancaléon. Pretenien controlar l'accés fluvial a la seva capital regional.
El Príncep Negre, Eduard de Woodstock, fill del rei anglès i responsable de comandar Aquitània a l'inici de la Guerra dels Cent Anys, s'hi va allotjar. La fortalesa també s'anomena localment  "Castell del Príncep Negre", com molts altres edificis medievals de la comarca.
Per fer front als seus deutes, Eduard II va cedir el senyoriu de Blanquefort el juny de 1308 a Bertrand de Got, nebot del papa Climent V. Per herència, va tornar l'any 1325 al senyor de Duras, Aymeri de Durfort.
Al seu entorn, milers de combatents francesos i anglesos es van enfrontar el dia de Tots Sants de l'any 1450 en una batalla que es mantindrà coneguda amb el nom de <i>Male Jornade</i>, però els titulars del lloc no semblen participar-hi.
El castell estava encara en mans de Gaillard de Durfort, vassall dels anglesos, un mes abans que Bordeus caigués el 19 d'octubre de 1453. Antoine de Chabannes, comte de Dammartin va rebre llavors la fortalesa com a donació.

### L'abandonament del castell

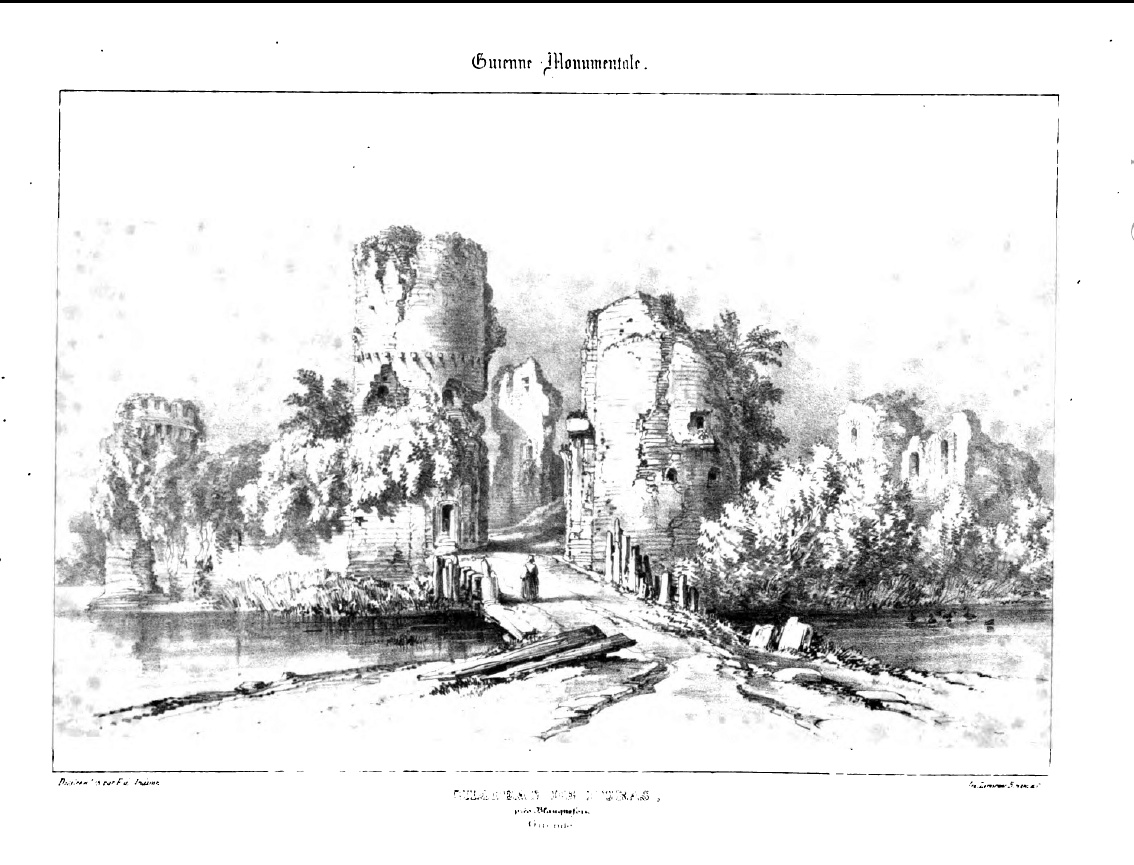
El castell l'any 1842.

El castell va ser retornat el 1476 a Gaillard de Durfort després d'haver fet un jurament de lleialtat a la corona de França. La família el va mantenir fins a la Revolució Francesa, però ja no l'utilitzava com a lloc de residència a partir del segle XVII. La fortalesa va viure les seves darreres batalles durant les guerres de religió, els Durfort-Duras havent abraçat la fe protestant. Després de la Fronda, en la qual els seus senyors estaven implicats, la merle va ser arrasada per ordre del cardenal Mazarin, primer ministre del jove Lluís XIV. L'assecament dels aiguamolls en aquesta època va eliminar la principal defensa natural del castell que, a l'època de les ciutadelles de Vauban, semblava obsoleta. El castell va ser abandonat després d'un incendi a la segona meitat del segle XVII.
Durant la Revolució, la fortalesa va ser confiscada com a propietat nacional abans de ser venuda a un empresari que l'explotava com a pedrera de pedra. D'aquí el seu estat actual de ruïnes.

## Descripció
El primer castell construït al segle XI és una sòlida torre romànica d'estil normand, de forma rectangular (18 × 11 metres), feta de petites pedres, de les quals es conserven alguns trams. Una tanca de fusta l'envoltava. Probablement s'hi van excavat fossats.

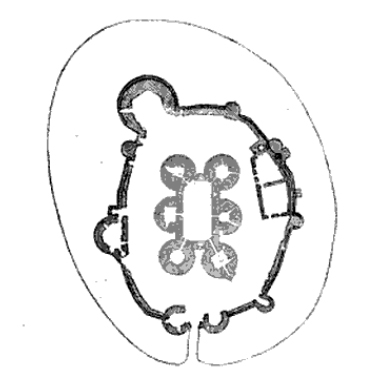
Plànol del castell de Blancahòrt al segle XIII.

A finals del segle XIII, els reis-ducs van emprendre una campanya d'expansió que va transformar el modest castell senyorial en una fortalesa reial anglesa. La torre dobla les dimensions al flanquejar-les amb sis torres circulars  formant una terrassa cimera. Un recinte de pedra substitueix la palissada de fusta. L'alçada de les torres que no supera la dels murs cortina crea així un nivell de defensa i circulació contínua . Davant del pont llevadís, una petita barbacana controla el camí. Potser va ser en aquesta època que l'antic camí romà recte es va desviar per donar la volta al castell en lloc de passar massa a prop de la torre de guaita. Com que la zona  rocosa era de dimensions modestes, es van excavar dues petites sales subterrànies sota el pati del castell per servir de magatzems. En total, la fortalesa de Blanquefort podia acollir de manera permanent una vintena o trenta soldats anglesos.; La família reial o senyorial s'hi va afegir de vegades.
Després de la Guerra dels Cent Anys, el rei Carles de França va fer adaptar l'edifici per a l'artilleria. El complex del cim està envoltat per un recinte equipat amb torres d'artilleria. Les canoneres són així excavades al lloc dels antics arquers. Es van fer altres modificacions, com la urbanització d'una torre esglaonada amb una entrada monumental en substitució de l'antic accés medieval ocult a la vista. Aquesta entrada està rematada per un gablet que portava, fins que van ser martellejats durant la Revolució, les armes dels Durfort-Duras.

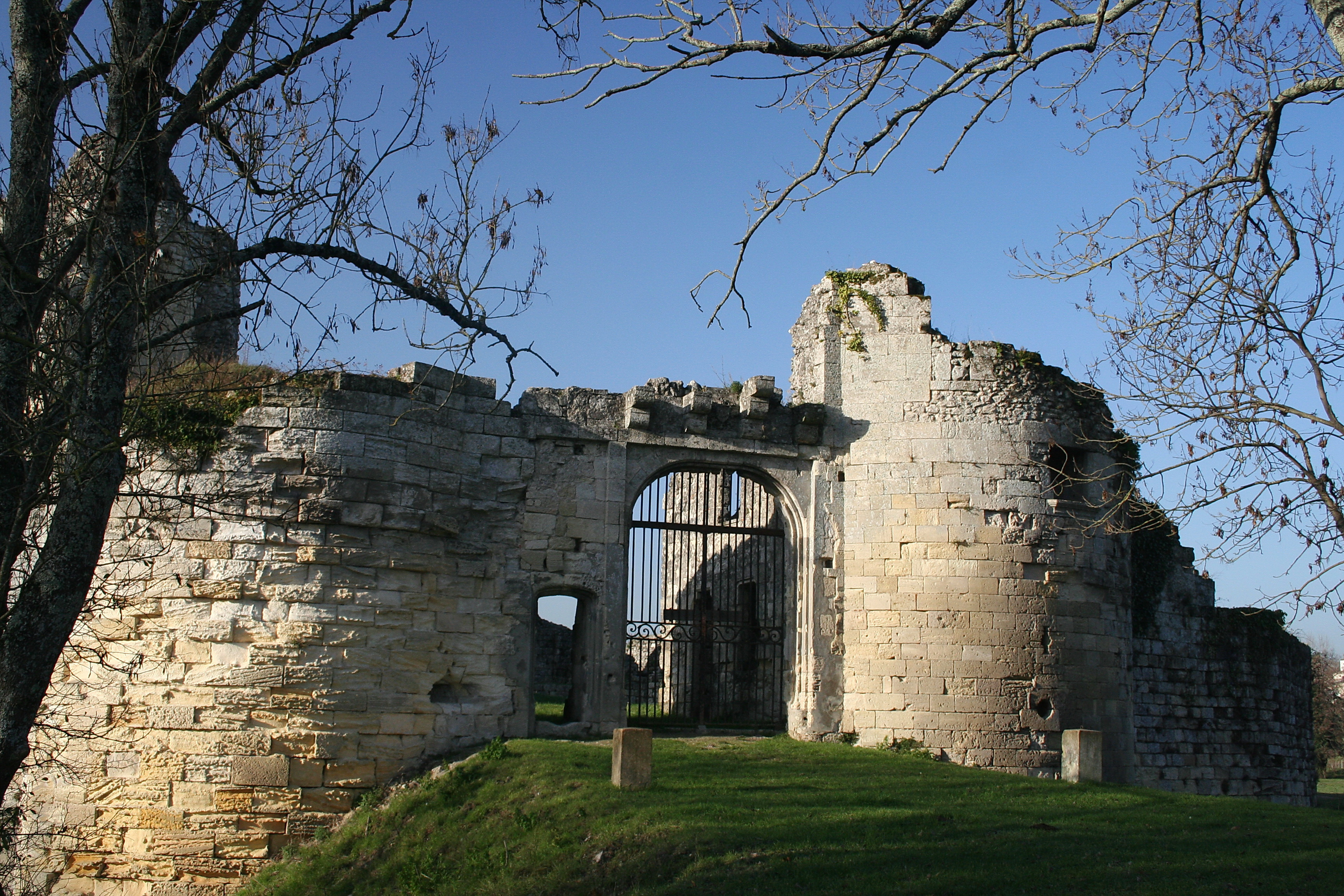
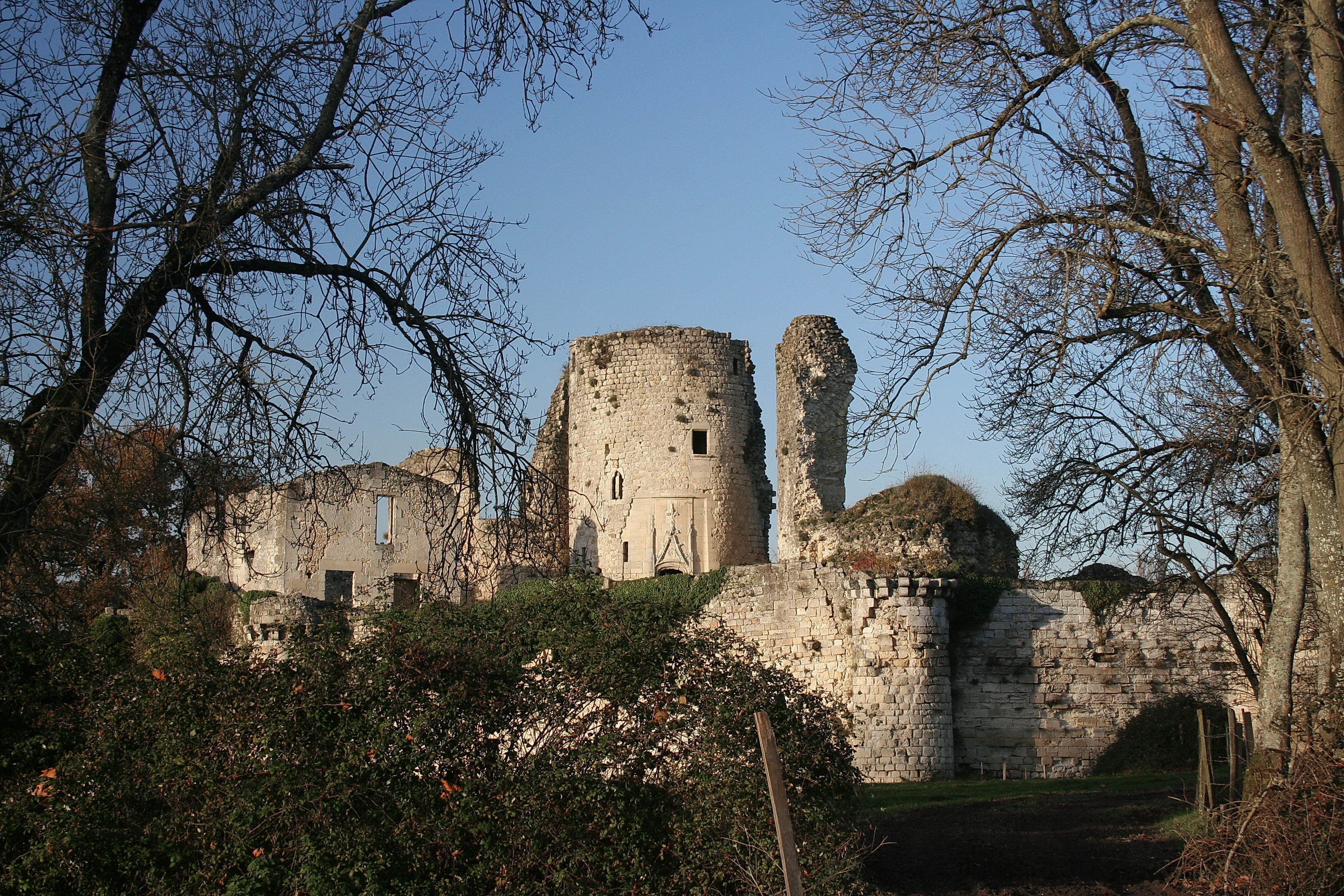
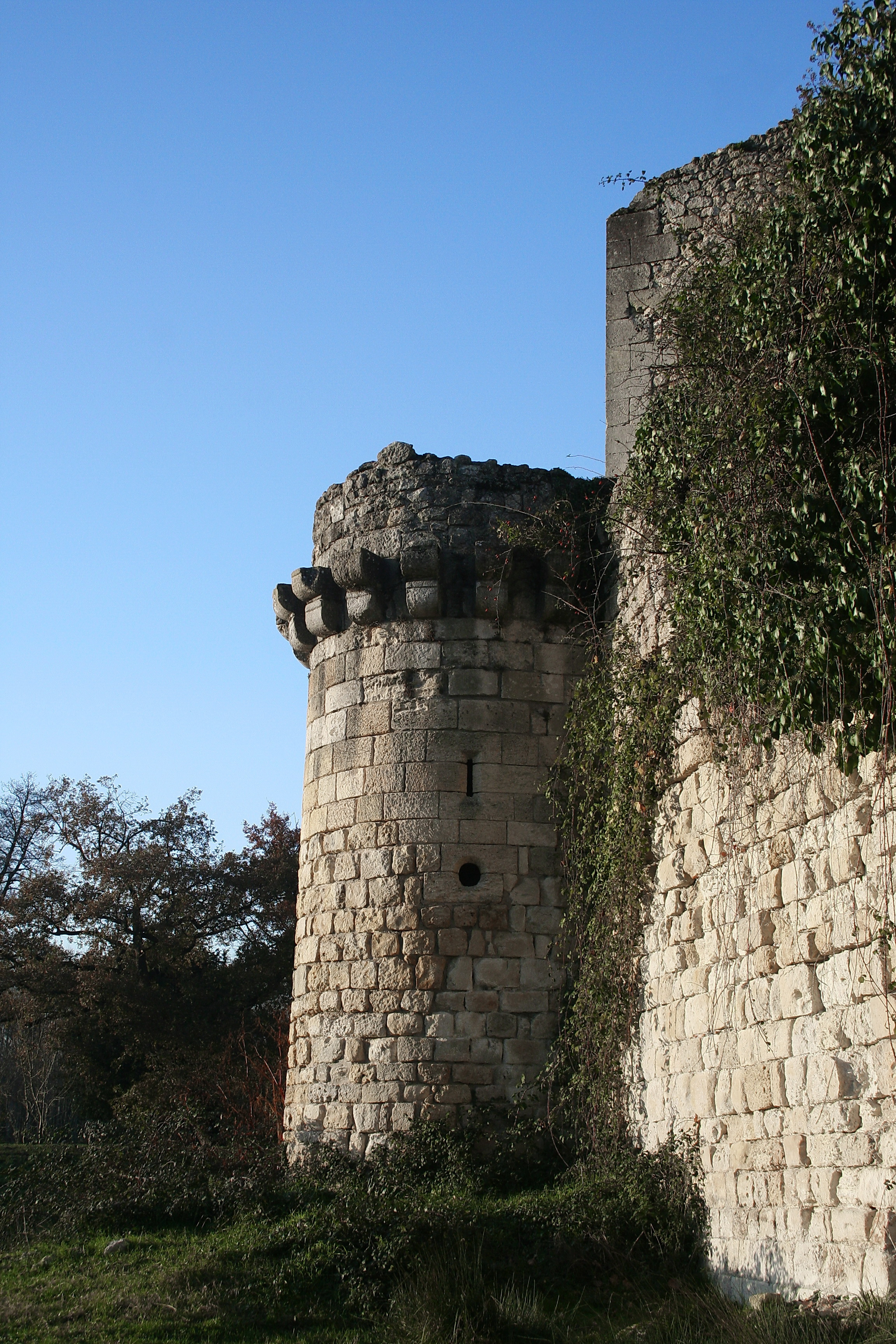
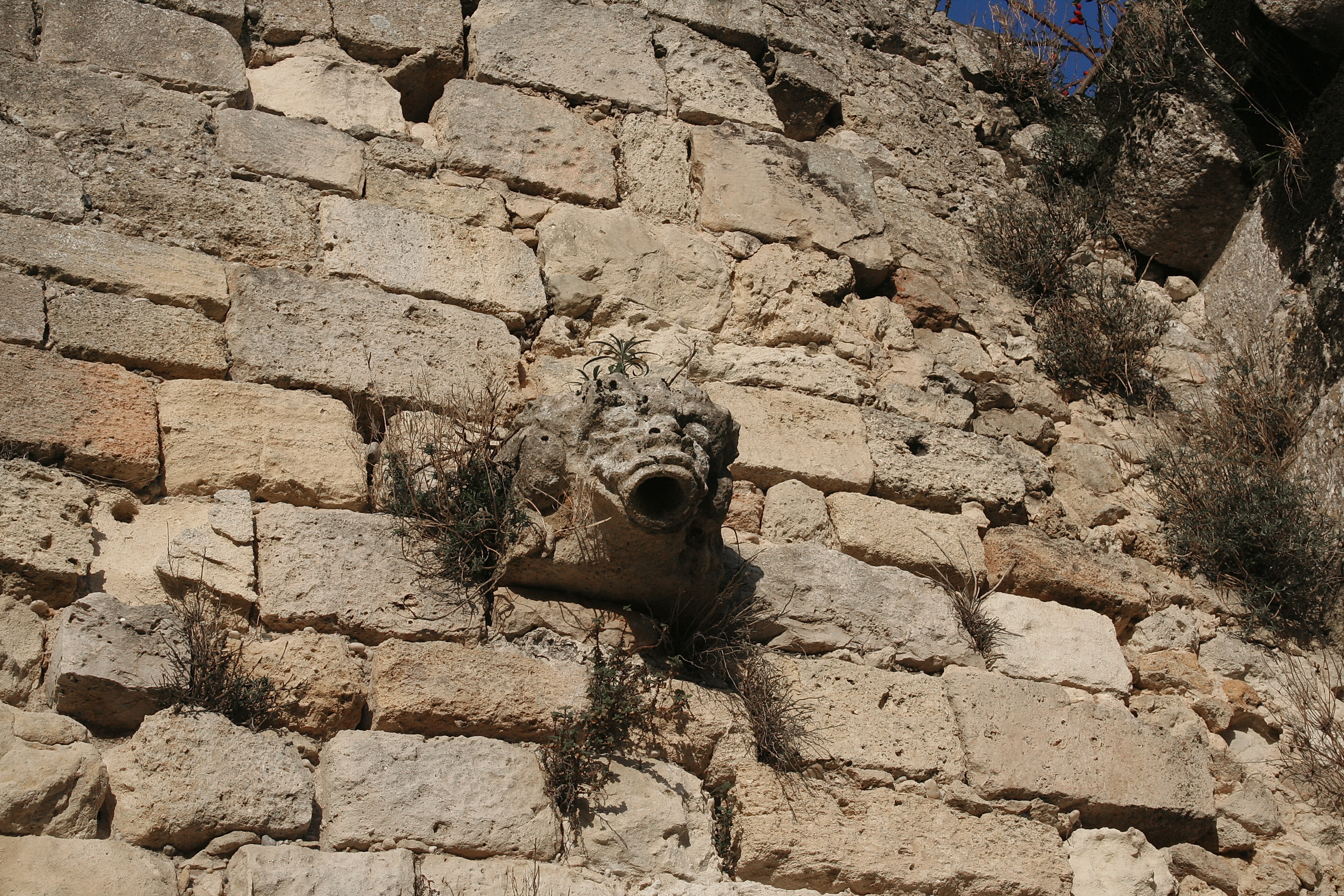
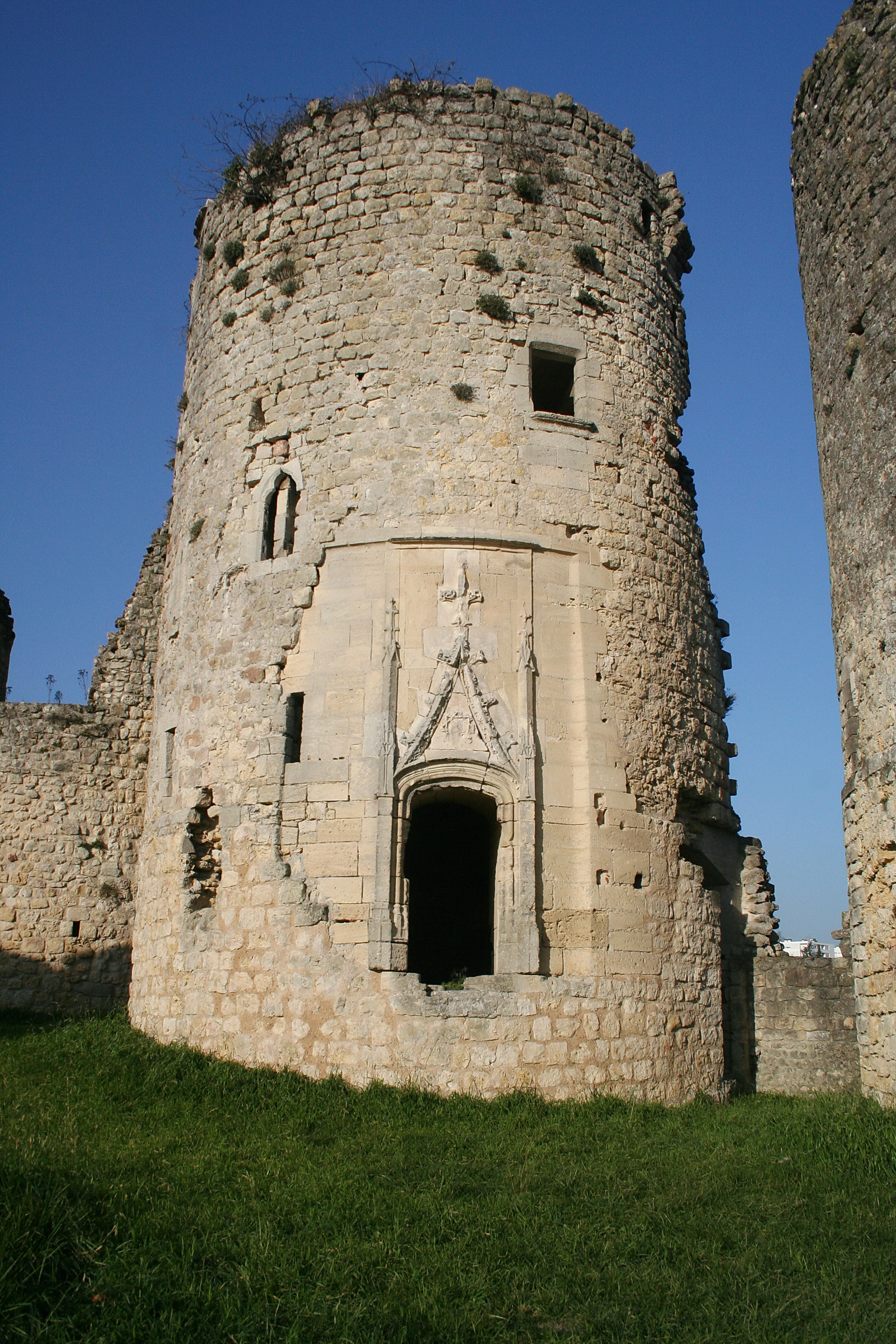
Entrada coronada per un gablet
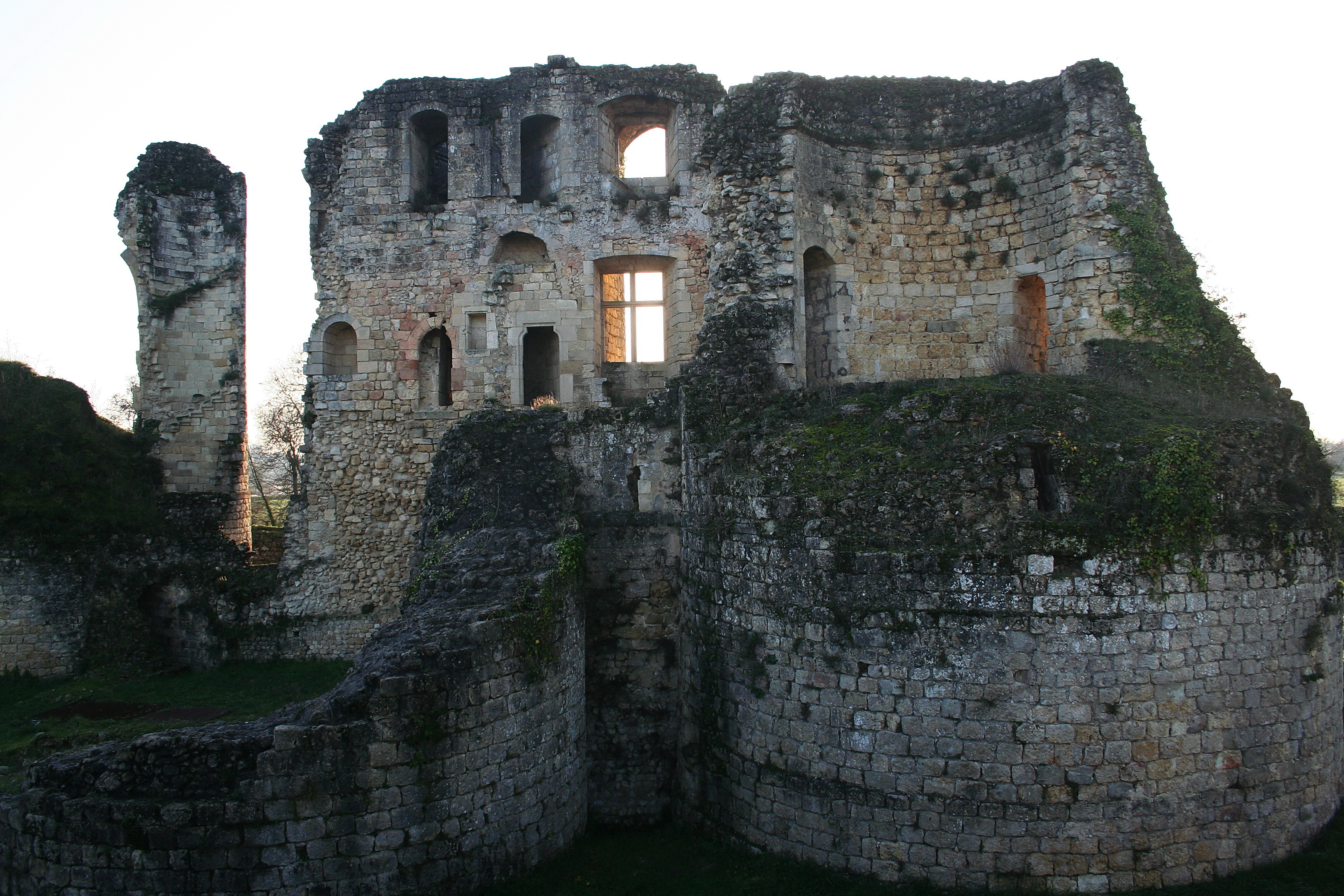
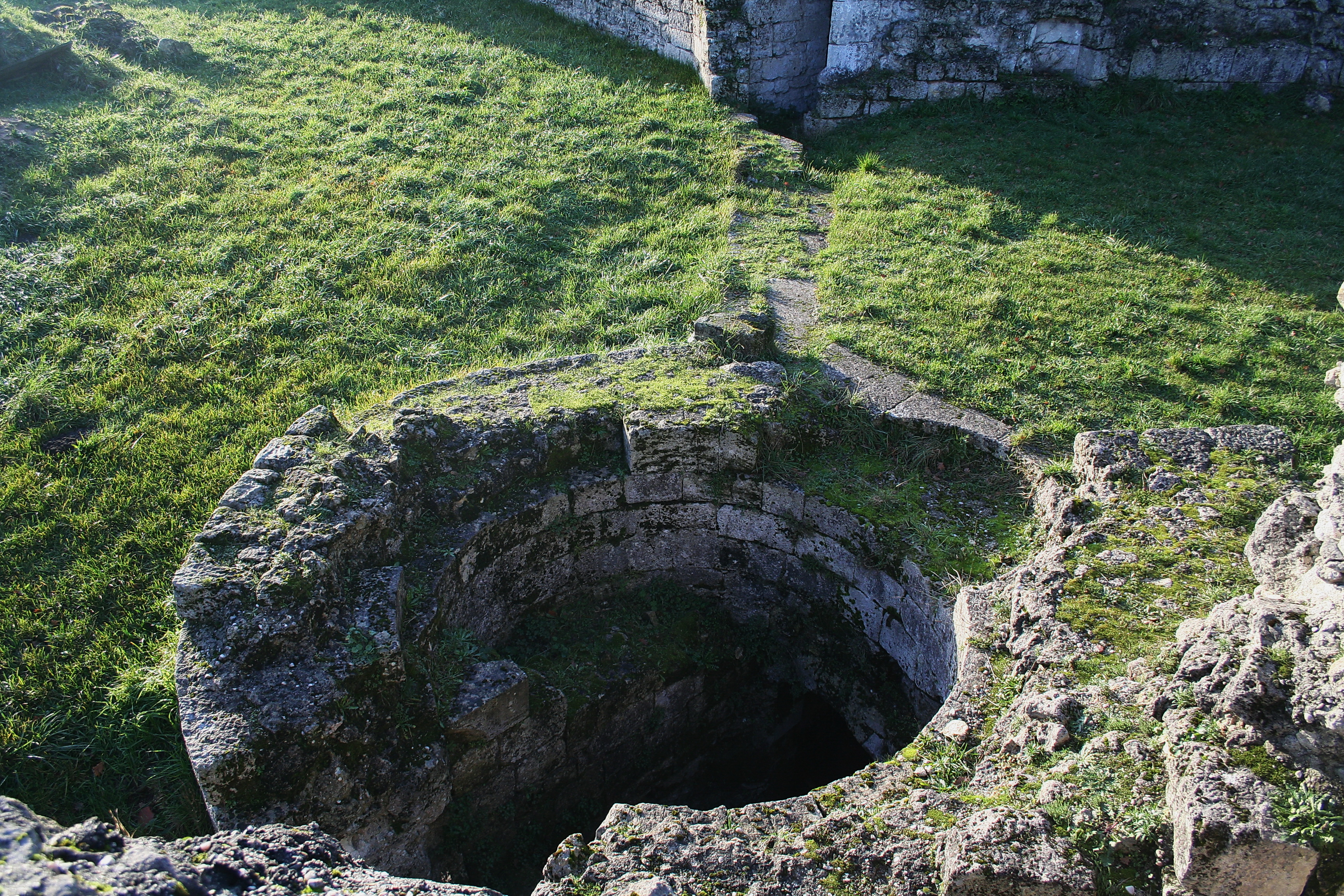
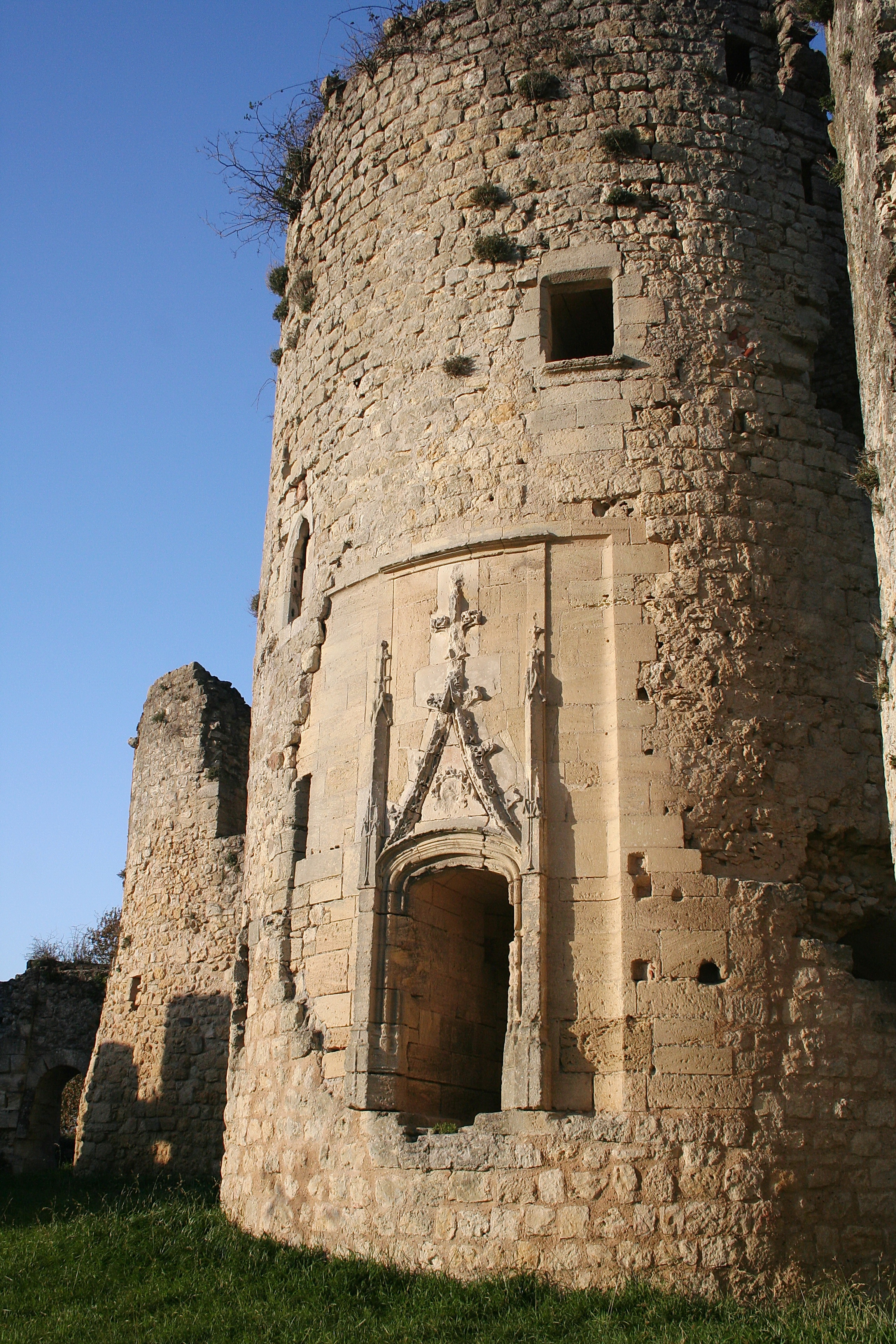
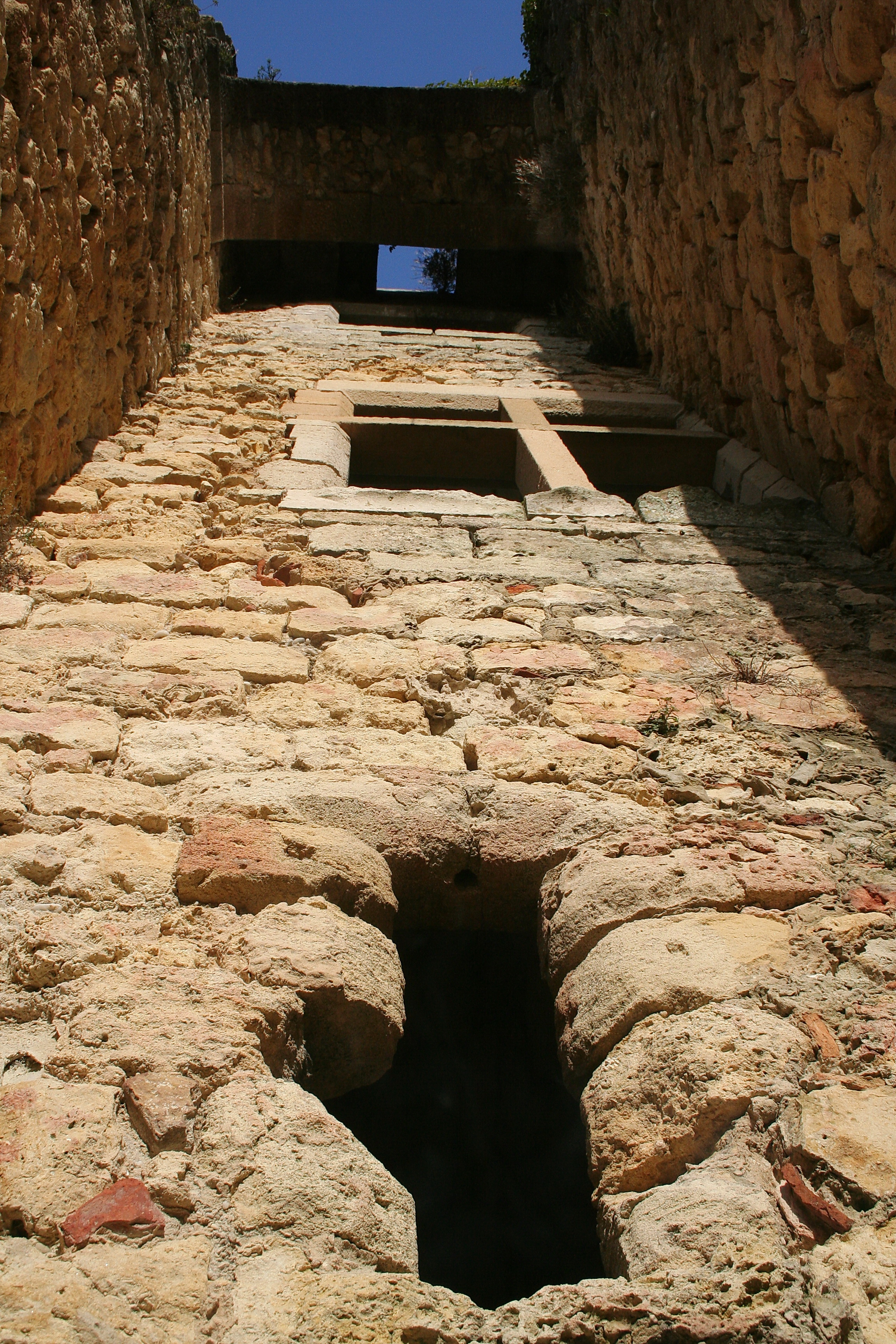